# Baureihe VT95

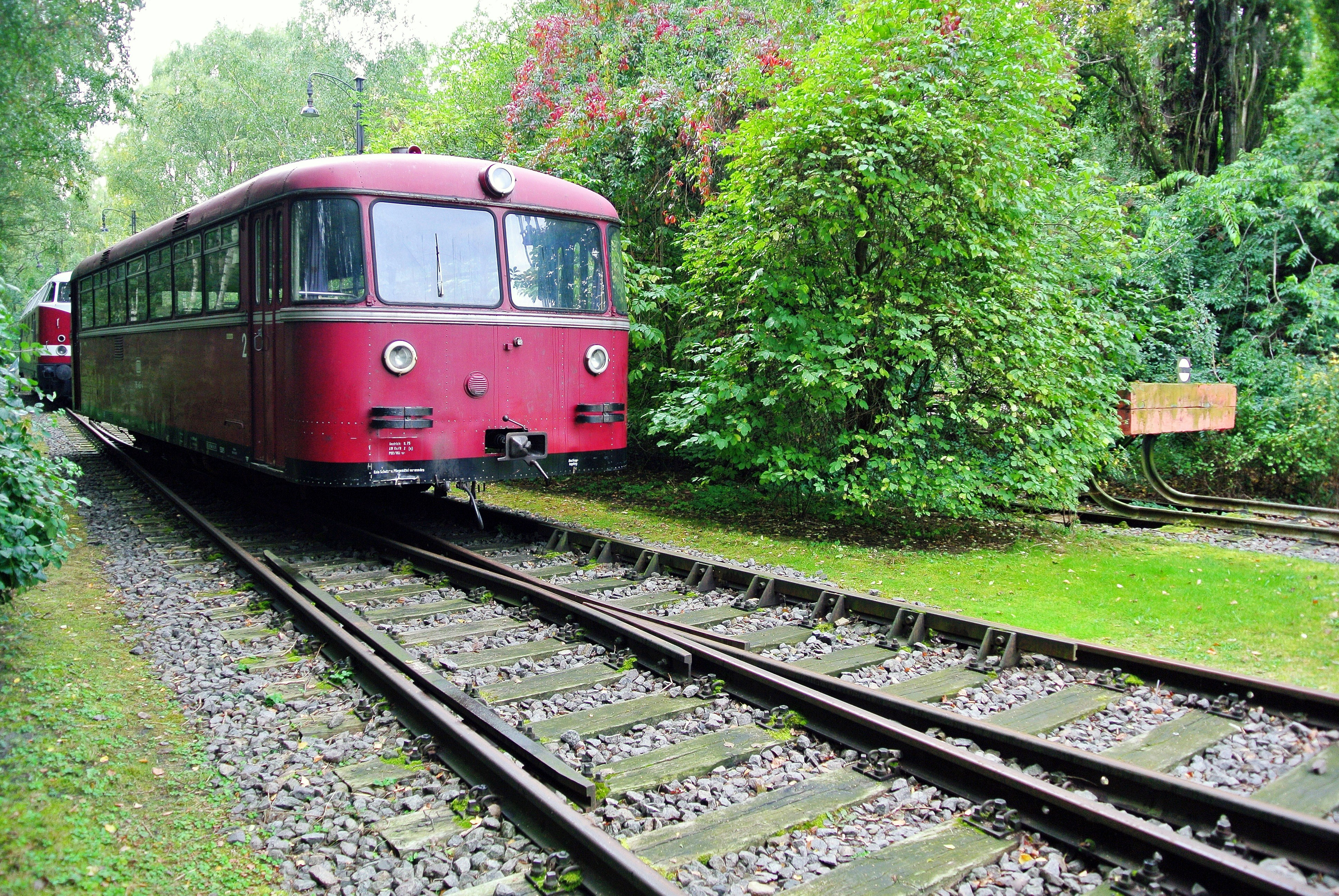
Schienenbus type VT95

De DB-Baureihe VT95 is een schienenbus (railbus) van de Deutsche Bundesbahn. De VT95 heeft twee assen, een rode kleur en een tweepuntsfrontsein, in het front bevinden zich twee bovenramen. Tussen 1950 en 1958 zijn er 557 exemplaren van gebouwd. Er kan ook een bijwagen meegevoerd worden. Deze heeft aan een kant geen bovenramen.